# Adriana Aizemberg
Adriana Vera Aizemberg (Santa Fe; 1 de diciembre de 1938) es una primera actriz argentina de cine, teatro y televisión. Es prima hermana del pintor Roberto Aizenberg.

## Trayectoria
Aizemberg estudiaba arquitectura y declamación cuando llegó a Santa Fe la compañía del teatro Fray Mocho, que dirigía Oscar Ferrigno, y luego de ver varias de sus puestas en escena decidió radicarse en Buenos Aires y estudiar teatro en la escuela de ese grupo. Un día de la década de 1960 debió reemplazar a una integrante del elenco que representaba Historias para ser contadas, de Osvaldo Dragún y desde entonces no dejó el escenario. A poco fue convocada por  Lidée Lisant y Carlos Gorostiza -que dirigían el teatro San Telmo-  para un papel en la pieza Ah, soledad, de Eugene O'Neill, mientras continuaba su perfeccionamiento con el maestro Augusto Fernandes. Integrando la compañía de este último hizo giras por diversas ciudades del mundo, donde pusieron en escena las obras Fausto y Peer Gynt con enorme éxito.
Su debut en cine se produjo en 1966 encarnando un pequeño papel en Todo sol es amargo, dirigida por Alfredo Mathe. Al año siguiente participó en El ABC del amor (segmento Noche terrible) dirigida por Jorge Rivera López y recién reingresó a la pantalla en 1975 con la película La Raulito, de Lautaro Murúa. Tras un nuevo intervalo actuó en Plata dulce, de Fernando Ayala y Juan José Jusid, y de sus participaciones posteriores se recuerdan especialmente las que realizó, con excelentes críticas, en El abrazo partido, de Daniel Burman y Mundo grúa, de Pablo Trapero.
Otra de las facetas de Adriana Aizenberg es la de cantante, que mostró en Houdini, Nenucha, La envenenadora de Monserrat y Eva.
En 2006 fue candidata al Premio Sur a la mejor actriz por su labor en A través de tus ojos. Integró la comisión directiva de la Casa del Teatro.
En 2011 recibió el Diploma al Mérito de los Premios Konex 2011 como una de las 5 mejores actrices de cine de la década en Argentina.

## Filmografía
- Guía para muertos recientes (TBA). Dir. Eugenio Zanetti.
- Mazel Tov (2025). Dir. Adrián Suar.
- Los delincuentes (2023). Dir. Rodrigo Moreno.
- Al tercer día (2021). Dir. Daniel de la Vega.
- Giro de ases (2019). Dir. Sebastián Tabany.
- Blindado (2019). Dir. Eduardo Meneghelli.
- Rambleras (2013). Dir. Daniela Speranza.
- La vida anterior (2013). Dir. Ariel Broitman.
- El amigo alemán (2012). Dir. Jeanine Meerapfel.
- Otro corazón (2012). Dir. Tomás Sánchez.
- El pozo (2012). Dir. Rodolfo Carnevale.
- Elegía de abril (2010). Dir. Gustavo Fontán.
- La vieja de atrás (2010). Dir. Pablo José Meza….Rosa.
- La señal (2007). Dir. Ricardo Darín y Martín Hodara
- A través de tus ojos (2006). Dir. Rodrigo Fürth .... Nilda
- Derecho de familia (2006). Dir. Daniel Burman.... Norita
- Ropa sucia (2005) dir. Juan Martín Hsu.... Norma
- 18-J (2004) (Episodio Mitzvah). Dir. Lucía Cedrón … Ella misma
- Buenos Aires 100 kilómetros (2004). Dir. Pablo José Meza.... Doña Anita
- El abrazo partido (2004). Dir. Daniel Burman.... Sonia Makaroff
- Mundo grúa (1999). Dir. Pablo Trapero.... Adriana
- La venganza (1999). Dir. Juan Carlos Desanzo....Mary
- Revancha de un amigo (1987). Dir. Santiago Carlos Oves ...Madre de Ariel
- Sostenido en La menor (1986). Dir. Pedro Stocki
- Plata dulce (1982). Dir. Juan José Jusid y Fernando Ayala....Ofelia Molinuevo
- La Raulito (1975). Dir. Lautaro Murúa
- El ABC del amor (1967) (segmento Noche terrible). Dir. Jorge Rivera López
- Todo sol es amargo (1966). Dir. Alfredo Mathe

## Televisión
- El sabor del silencio (2024). Serie. Berni
- El encargado (2022). Serie. Consuelo Salustri.
- Generaciones (2018) Especial. Haydée.
- Bichos raros (2018) Serie. Donata Pedrelli.
- Mis noches sin ti (2017) Miniserie. Aída.
- Vida de Estagiário (2016) Miniserie. Judith.
- Juventud acumulada (2016) Invitada
- Loco por vos (2016-2018) Sitcom. Sara.
- Las palomas y las bombas (2016) Miniserie. Lucía.
- Signos (2015) Miniserie. Nelly
- 23 pares (2012) Serie
- Los cuentos de Fontanarrosa (2007) Serie.... Dora
- Amas de casa desesperadas (2006)
- Mujeres asesinas (2006)
- Numeral 15 (2005), "Epi: 0800 no llamés"
- Vulnerables  (1999) Serie .... Clotilde
- Poliladron (1995) Serie .... Celia Carrizo
- El mundo de Antonio Gasalla (1990) Serie .... Personajes varios
- La bonita pagina (1988)
- Pasión y poder (1986) Serie .... Griselda Ferrari vda. De Heredia
- Luján (1983-1984) Serie ... Elcira Soria vda. De Rosemberg
- Hilda (1980-1981) Serie ... Julieta
- Vivir por amor (1977) Serie .... Irma Martínez

## Teatro
- El misterio de dar.
- Las llaves de abajo.
- Las pequeñas patriotas.
- Houdini, una ilusión musical.
- Lo que habló el pescado.
- Trilogía del veraneo.
- Historia de la danza.
- Don Juan.
- Seis personajes en busca de autor.
- Plaza hay una sola.
- La leyenda de Pedro.
- Juan Malambo y Margarita la chacarera.
- Simbito y el Dragón.
- Pequeñas patriotas. (2016).